# Musée d'histoire de la médecine
Musée d'histoire de la médecine (česky Muzeum dějin lékařství) je muzeum v Paříži v 6. obvodu, které je věnováno dějinám lékařství. Muzeum je součástí Univerzity Paříž V, nachází se v její budově v ulici Rue de l'École-de-Médecine č. 12 ve druhém patře. Výstavní sál byl rekonstruován v roce 1905.

## Historie
Muzejní sbírky založil v 18. století za vlády Ludvíka XV. profesor Lafaye a postupně byly rozšiřovány, takže představují vývoj chirurgických nástrojů od středověku do konce 19. století. Muzeum bylo pro veřejnost otevřeno 16. října 1795. Sbírky byly doplněny i o předměty předané z Akademie věd, École Vétérinaire d'Alfort a Hôtel-Dieu.